# Santa Coloma (Álava)
Santa Coloma (en euskera y oficialmente Santa Koloma) es un concejo del municipio de Arceniega, en la provincia de Álava. 

## Despoblado
Forma parte del concejo el despoblado de:
- Palacio.[2]

## Demografía
| Gráfica de evolución demográfica de Santa Coloma entre 2000 y 2017 |
|                                                                    |
| Población de derecho según los censos de población del INE.        |